# Стегне
Стегне (словен. Stegne) — поселення в общині Моравче, Осреднєсловенський регіон, Словенія. 
Висота над рівнем моря: 361,2 м.